# Новомихайловское (Гулькевичский район)
Новомиха́йловское — село в Гулькевичском районе Краснодарского края России. Входит в состав Отрадо-Ольгинского сельского поселения. Население — 1578 человек (2010).

## Варианты названия
- Ново Михайловское,
- Ново-Михайловское[2].

## Географическое положение
Расположено на левом берегу реки Кубани, примерно в 25 км в восточно-юго-восточном направлении от города Гулькевичи.

## История
Село основано в 1867 году переселенцами из Полтавской и Екатеринославской губерний.
В селе родились Герои Советского Союза Алексей Лазуненко и Михаил Вишневский.
Архитектурные достопримечательности
Храм Рождества Пресвятой Богородицы

## Население
| 2002 | 2010  |
| ---- | ----- |
| 2021 | ↘1578 |

## Образование
- Средняя школа № 20

## Улицы
| - ул. Армавирская, - ул. Весёлая, - ул. Горького, - ул. Донская, - ул. Калинина, - ул. Карла Маркса, - ул. Кирова, - ул. Красноармейская, - ул. Крестьянская, - ул. Кубанская, - ул. Кустарная, - ул. Лазуненко, - ул. Ленина, - ул. Луначарского, | - ул. Мозгового, - ул. Национальная, - ул. Некрасова, - ул. Октябрьская, - ул. Орджоникидзе, - ул. Первомайская, - ул. Почтовая, - ул. Розы Люксембург, - ул. Свердлова, - ул. Свободы, - ул. Советская, - ул. Фрунзе, - ул. Хуторская, - ул. Школьная, - ул. Ярославского. |